# Therates
Therates es un género de coleópteros adéfagos de la familia Carabidae.

## Especies
Contiene las siguientes especies:
- Therates alboobliquatus W.Horn, 1909
- Therates angustatus W.Horn, 1902
- Therates annandalei W.Horn, 1908
- Therates apiceflavus Sawada & Wiesner, 1999
- Therates apicenigrus Sawada & Wiesner, 1999
- Therates bannapecolus Sawada & Wiesner, 1999
- Therates bannokcolus Sawada & Wiesner, 1999
- Therates basalis Dejean, 1826
- Therates batesii J.Thomson, 1857
- Therates belokobylskiyi Matalin & Wiesner, 2006
- Therates bipunctatus Wiesner, 1988
- Therates biserratus Tan Juanjie et al., 1991
- Therates bryanti W.Horn, 1922
- Therates caligatus Bates, 1872
- Therates cheesmanae Wiesner, 1988
- Therates chennelli Bates, 1878
- Therates circumscriptus J.Moravec & Wiesner, 1999
- Therates clavicornis W.Horn, 1902
- Therates coeruleus Dejean, 1822
- Therates concinnus Gestro, 1888
- Therates confluens Wiesner, 1988
- Therates coracinus Erichson, 1834
- Therates crebrepunctatus W.Horn, 1923
- Therates cribratus Fleutiaux, 1893
- Therates csorbai Wiesner, 1999
- Therates cyaneus Chaudoir, 1861
- Therates dembickyi Sawada & Wiesner, 2002
- Therates dichromus J.Thomson, 1859
- Therates differens Sawada & Wiesner, 1999
- Therates dimidiatus Dejean, 1825
- Therates dohertyi W.Horn, 1905
- Therates erinnys Bates, 1874
- Therates fasciatus (Fabricius, 1801)
- Therates festivus Boisduval, 1835
- Therates flavilabris (Fabricius, 1801)
- Therates flavispinus Brouerius van Nidek, 1957
- Therates fleutiauxi W.Horn, 1898
- Therates fruhstorferi W.Horn, 1902
- Therates fulvicollis J.Thomson, 1860
- Therates fulvipennis Chaudoir, 1848
- Therates gestroi W.Horn, 1900
- Therates haucki J.Moravec & Wiesner, 2001
- Therates hennigi W.Horn, 1898
- Therates hiermeieri Werner, 1991
- Therates jendeki Sawada & Wiesner, 1997
- Therates kaliakini Matalin & Wiesner, 2006
- Therates klapperichi Mandl, 1955
- Therates kraatzi W.Horn, 1900
- Therates labiatus (Fabricius, 1801)
- Therates laotiensis Sawada & Wiesner, 1999
- Therates latreillei J.Thomson, 1860
- Therates maindroni W.Horn, 1900
- Therates major Probst & Wiesner, 1994
- Therates mandli Probst, 1986
- Therates merkli Wiesner, 1996
- Therates miyamai Sawada & Wiesner, 2000
- Therates montaneus Werner, 1992
- Therates moraveci Sawada & Wiesner, 1999
- Therates murzini Wiesner, 1999
- Therates myanmarensis Wiesner, 1999
- Therates nagaii Sawada & Wiesner, 2000
- Therates naidenowi Wiesner, 1996
- Therates namthacolus Sawada & Wiesner, 1999
- Therates nepelensis Probst & Wiesner, 1994
- Therates nigromarginalis Probst & Wiesner, 1994
- Therates obliquefasciatus W.Horn, 1912
- Therates obliquus Fleutlaux, 1893
- Therates ottomerkli Wiesner, 1999
- Therates palawanensis Bogenberger, 1988
- Therates payeni Linden, 1829
- Therates princeps Bates, 1878
- Therates probsti Wiesner, 1988
- Therates pseudochenelli Probst & Wiesner, 1994
- Therates pseudoconfluens Sawada & Wiesner, 1999
- Therates pseudomandli Probst & Wiesner, 1996
- Therates pseudoprobsti Probst & Wiesner, 1994
- Therates pseudorothschildi Mandl, & Pearson, 1978
- Therates pseudorugifer Sawada & Wiesner, 1999
- Therates pseudosemperi W.Horn, 1928
- Therates punctatoviridis W.Horn, 1933
- Therates rennellensis Brouerius van Nidek, 1968
- Therates riedeli Werner, 1991
- Therates rihai J.Moravec & Wiesner, 200 1
- Therates rogerl Probst & Wiesner, 1994
- Therates rothschildi W.Horn, 1896
- Therates rugifer W.Horn, 1902
- Therates rugosoangustatus W.Horn, 1929
- Therates rugulosus W.Horn, 1900
- Therates sausai Sawada & Wiesner, 1997
- Therates schaumianus W.Horn, 1905
- Therates semperi Schaum 1860
- Therates similis Probst & Wiesner, 1994
- Therates spectabilis Schaum, 1863
- Therates spinipennis Dejean, 1822
- Therates tonkinensis W.Horn, 1902
- Therates topali Mandl, 1972
- Therates tuberosus Fleutiaux, 1893
- Therates vietnamensis Wiesner, 1988
- Therates waagenorum W.Horn, 1900
- Therates wegneri Brouerius van Niedek, 1957
- Therates westbengalensis Wiesner, 1996
- Therates whiteheadi Bates, 1889
- Therates wiesneri Cassola, 1991
- Therates yamaokai Sawada & Wiesner, 2000